# Regiment d'Infanteria Cuirassada «Alcázar de Toledo» n. 61
El Regiment d'Infanteria Cuirassada «Alcázar de Toledo» és una unitat de l'Exèrcit Espanyol, pertanyent a la Brigada d'Infanteria Cuirassada «Guadarrama» XII, situada a la Base Militar del Goloso, Madrid. Fou creat el 21 de desembre de 1943 i originalment amb la designació de Regiment de Carros de Combat “Alcázar de Toledo” n. 61, com a successor del Regiment de Carros de Combat número 1. Adquireix el seu nom actual després de la reorganització de l'exèrcit de 1965.
Com a part de la Brigada d'Infanteria Cuirassada «Guadarrama» XII, està dotat de l'equipació i armament més moderns de l'Exèrcit de Terra. Mostra d'això és la disponibilitat de 88 moderns carros de combat del tipus Leopard 2E. Des de 1998 ha participat en diverses missions internacionals dins de la Brigada d'Infanteria Cuirassada “Guadarrama” XII, com Bòsnia i Hercegovina (1998-99), Kosovo (2006-07) i el Líban (2008-09).

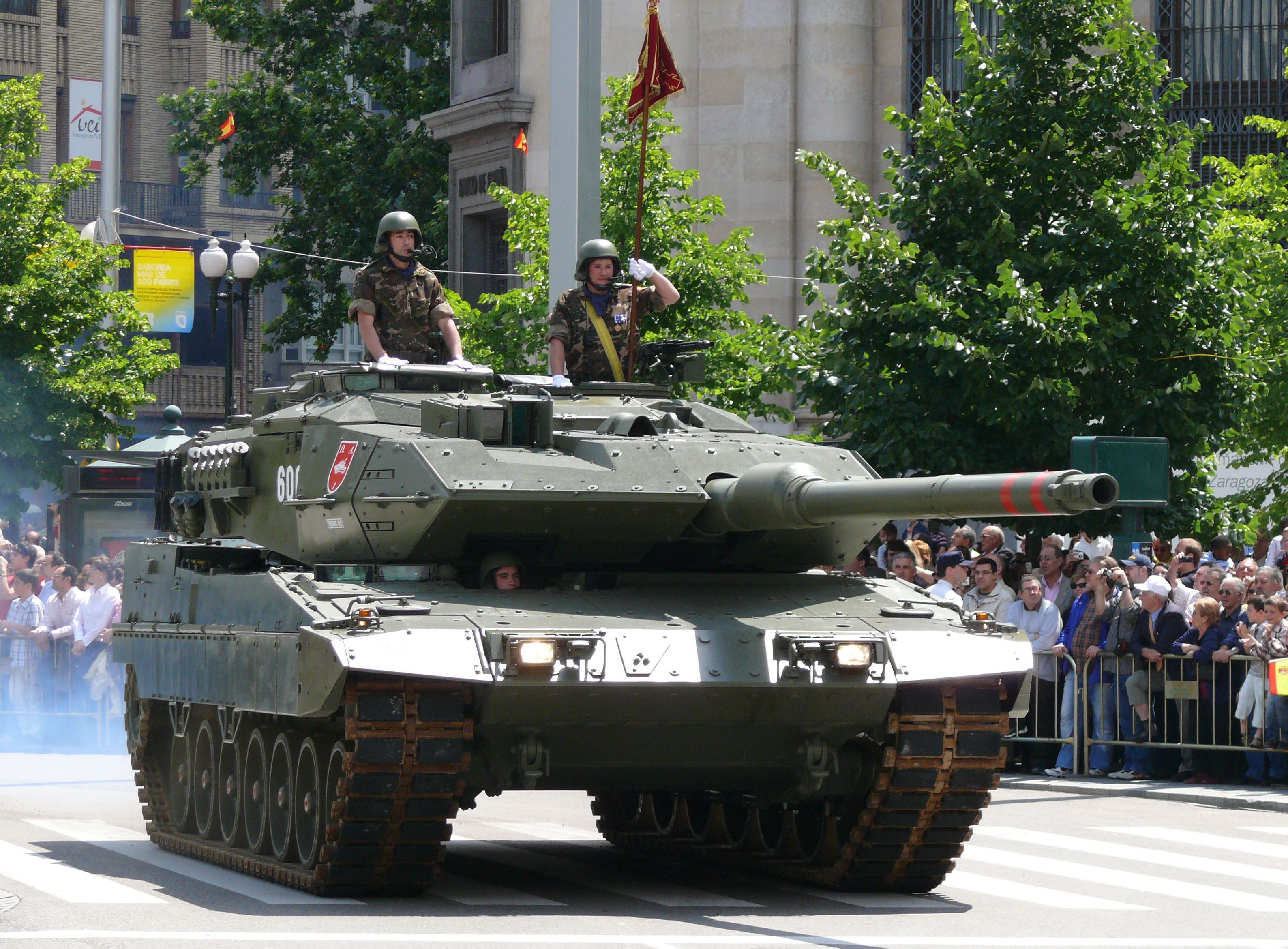
Leopard 2E de l'Exèrcit de Terra d'Espanya.

## Composició
- Batalló d'Infanteria de Carros de Combat "León" I/61.

## Curiositats
El dibuixant Antonio Mingote va pertànyer al regiment en la seva juventud.